# بين بريتون
بين بريتون (بالإنجليزية: Ben Britton)‏ هو مهندس بريطاني، ولد في 18 أبريل 1985.